# Mákie

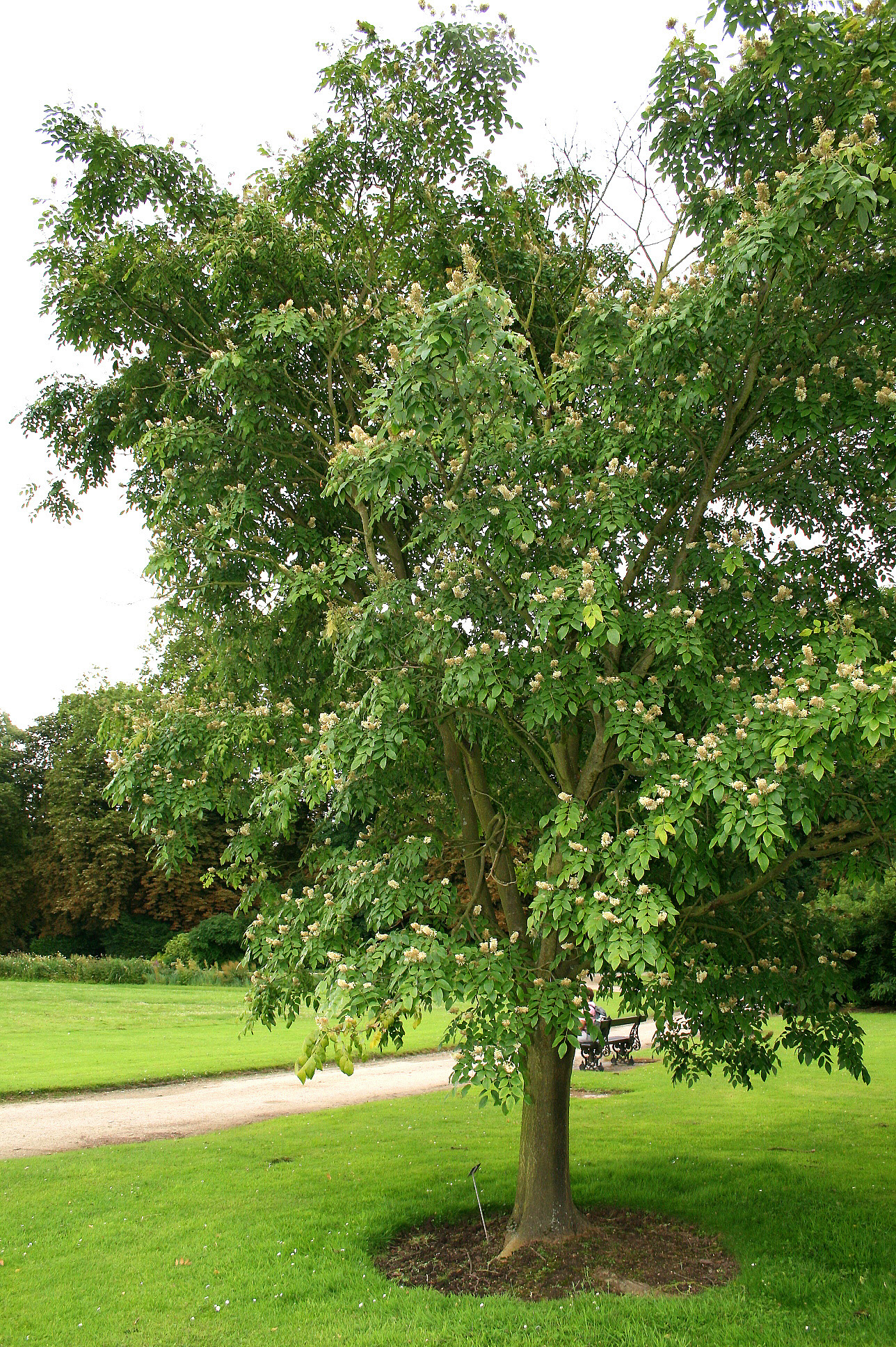
Rozkvetlá mákie amurská

Mákie (Maackia) je rod rostlin řazený do čeledi bobovité (Fabaceae). Mákie jsou stromy a keře se zpeřenými střídavými listy. Květy jsou bělavé, motýlovité. Rod zahrnuje asi 10 druhů a je rozšířen ve východní Asii. V České republice se v botanických zahradách a arboretech poměrně vzácně pěstuje mákie amurská.

## Popis
Mákie jsou opadavé stromy nebo řidčeji keře s lichozpeřenými listy složenými z celokrajných, krátce řapíkatých lístků. Lístky jsou téměř nebo zcela vstřícné, poněkud kožovité. Kůra při poranění páchne. Květy jsou bílé nebo zelenavé, uspořádané v jednoduchých nebo na bázi větvených, vzpřímených bohatých hroznech. Kalich je nafouklý, válcovitý nebo zvonkovitý, se 4 (některé zdroje uvádějí 5) krátkými a širokými laloky. Pavéza je okrouhle obvejčitá, nazpět zahnutá, křídla jsou podlouhlá, člunek zahnutý. Tyčinek je 10 a jsou na bázi krátce srostlé. Semeník je téměř přisedlý, hustě chlupatý a obsahuje několik vajíček. Plodem je plochý vejcovitý až čárkovitý, slabě pukající lusk, který může být rovný nebo zakřivený, úzce křídlatý nebo bez křídla. Obsahuje 1 až 5 plochých semen.

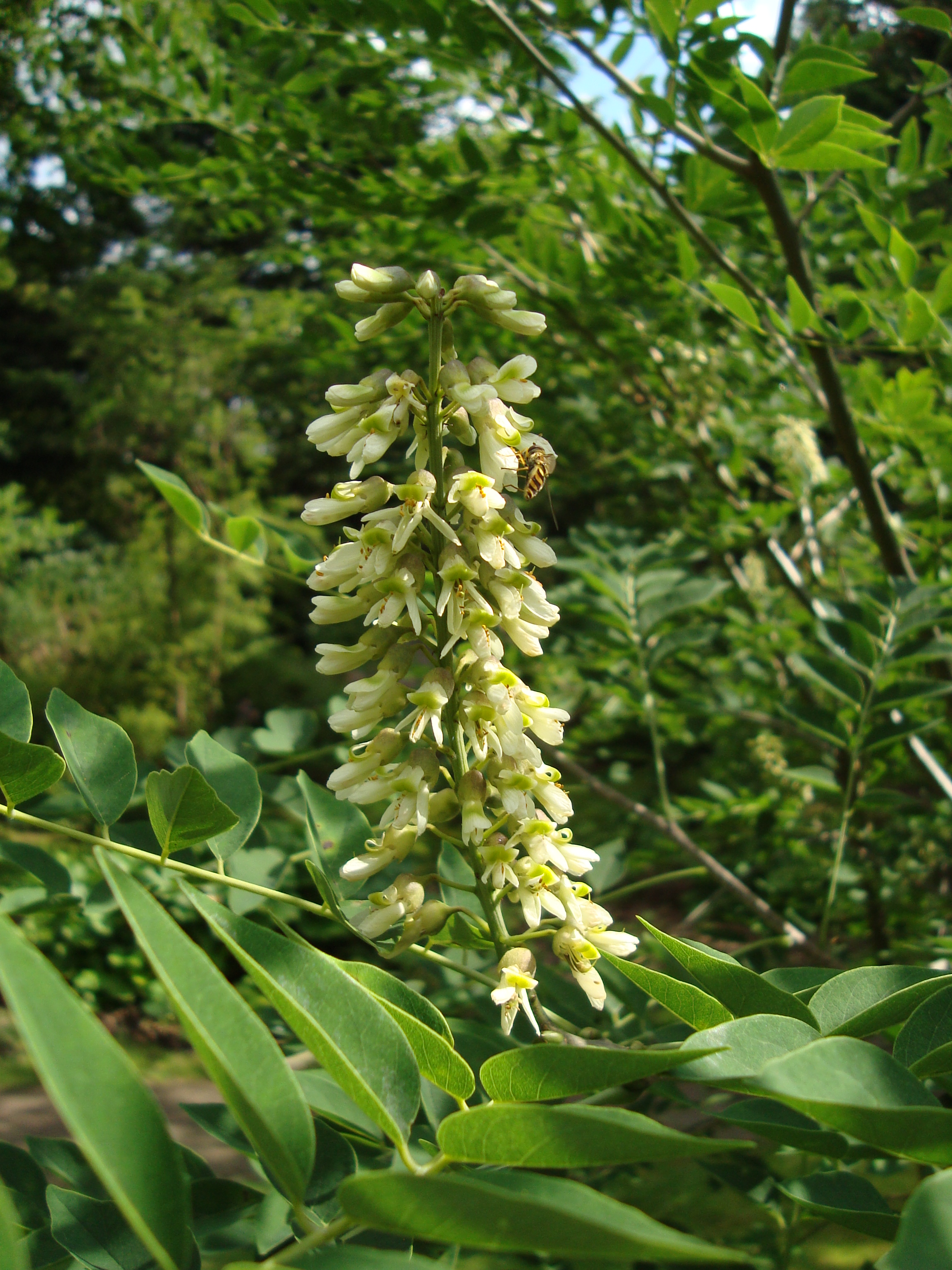
Květenství Maackia floribunda (syn. M. fauriei)
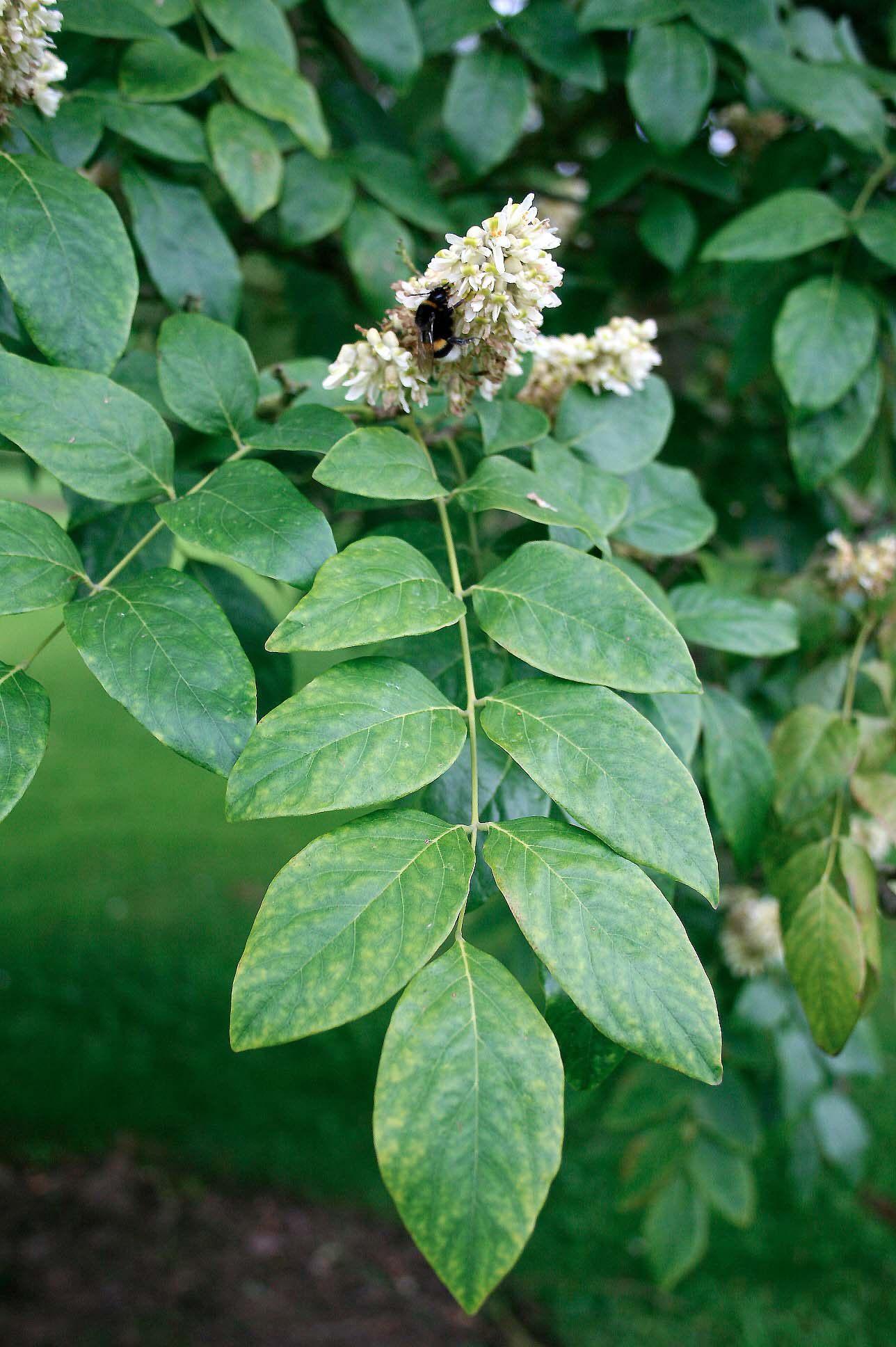
List a květenství mákie amurské

## Rozšíření
Rod mákie zahrnuje celkem 10 až 12 druhů. Jsou rozšířeny ve východní Asii, přičemž přibližně polovina z nich jsou endemity Číny. Největší areál rozšíření má mákie amurská (Maackia amurensis), která roste ve východním Rusku, Koreji a Číně.

## Obsahové látky
Z mákie amurské bylo izolováno celkem 6 alkaloidů, z nichž nejdůležitější jsou cytisin a lupanin. Nejvyšší obsah alkaloidů (až 2,7%) je v semenech.

## Zástupci
- mákie amurská (Maackia amurensis)

## Význam
Dřevo mákií je těžké, tmavé a dosti ceněné. Je používáno zejména na nábytek, stavby, obklady, železniční pražce a podobně. V Japonsku jsou pro dřevo pěstovány zejména druhy mákie amurská (M. amurensis), M. chinensis, M. floribunda a M. tashiroi. Z kůry je získáváno žluté barvivo, které však nemá komerční význam.
V České republice je pěstován jako poměrně vzácná parková dřevina druh mákie amurská (Maackia amurensis). Lze se s ní setkat např. v Průhonickém parku. Výjimečně jsou jako sbírkové dřeviny pěstovány i jiné druhy. Z Arboreta Žampach je uváděna Maackia fauriei (syn. M. floribunda), ze sbírek Pražské botanické zahrady v Tróji Maackia chinensis (syn. Maackia hupehensis).

## Pěstování
Mákie obecně nemají zvláštní nároky na polohu a snesou jakoukoliv hlinitopísčitou půdu, v chudé půdě však rostou pomalu. Množí se semeny, kořenovými řízky nebo hřížením. Semena je nutno před výsevem delší dobu máčet ve vodě.

## Přehled druhů a jejich rozšíření
- Maackia amurensis – Čína, Japonsko, Korea, východní Sibiř
- Maackia australis – Čína
- Maackia chekiangensis – Čína
- Maackia ellipticocarpa – Hongkong
- Maackia floribunda – Japonsko, Korea, Tchaj-wan
- Maackia hupehensis – Čína
- Maackia hwashanensis – Čína
- Maackia taiwanensis – Tchaj-wan
- Maackia tashiroi – Japonsko, Tchaj-wan
- Maackia tenuifolia – Čína[1][7]